# Steget (album)
Steget är ett album med Musikgruppen KAL från 2007, som framför tonsatta dikter av Kent Andersson.

## Låtlista
1. Chips (potatis)
2. Steget (Musik: Andersson, Larsson, Sundberg)
3. Månen (Musik: Andersson, Larsson)
4. Himlen över Gårda (Musik: Krook)
5. Genomskinliga hjärtan (sången om blindhet) (Musik: Andersson, Larsson, Sundberg)
6. Luffarvisa (Musik: Trad)
7. Ten and out (Musik: Andersson, Larsson)
8. Sommarvisa (Musik: Andersson, Larsson, Krook, Sundberg)
9. Rävarnas list (Musik: Andersson, Larsson, Krook)
10. Sov lilla djur (Musik: Sundberg)
11. Va' nöjd (Musik: Andersson, Larsson)
12. WC på svalen (Musik: Utbult)
13. Ny morgon (Musik: Andersson, Larsson)
14. Kunde jag ge dig... (Musik: Andersson, Larsson)
15. Vingen

## Medverkande
- Malte Krook
- Bosse Andersson
- Christer Larsson
- Lise-Lotte Sundberg
- Adelina Lundell
- Jörgen Lundqvist
- Douglas Möller